# Castell de Fontllonga
El castell de Fontllonga  és un castell del poble de Fontllonga, al municipi de Camarasa (Noguera) inclòs en l'Inventari del Patrimoni Arquitectònic de Catalunya.
Està situat a la part alta del poble de Fontllonga, en un dels contraforts més occidentals de la serra de Sant Mamet, damunt de l'embassament de Camarasa.

## Història
Les primeres notícies del castell corresponen a l'any 1049 en què Bernat i Guilla vengueren el castell i termes de Fontllonga amb totes les seves pertinences. El castell degué pertànyer a la família Meià però aquest domini no es confirma fins al 1193, que Guillem de Meià deixava, en el seu testament, el castell a la seva germana Ermengarda, casada amb Gombau d'Oluja i, en morir aquests sense fills, passà a Ramon de Cervera i successors. El darrer, Dolça de Cervera (1311) feu donació perpètua al seu fill Pere II d'Ayerbe dels castells pervinguts de la branca Meià, entre els quals, Fontllonga. El 1312, Pere d'Ayerbe permutà al rei Jaume II els seus castells i béns situats a Catalunya per uns altres situats a Aragó.
Des de l'inici del segle xii es documenta una família castlana que prengué el nom del castell. Ricard de Fontllonga, l'any 1110, signà un document amb Ramon Guitard de Meià. El 1186 es troba Arnau de Fontllonga que empenyorà tots els delmes dels termes de Figuerola al monestir de Santa Maria de Meià. El 1193, un Ramon de Fontllonga formava part de la cúria de Guillem III de Meià. El 1243 l'esmentat monestir adquirí els drets sobre la vila de Figuerola de Berenguera de Fontllonga i el seu fill Guillem d'Oliola. El 1264 Ròmia, filla de Ramon de Fontllonga, donà a Santa Maria de Meià tots els drets i les pertinences que tenia a la vila i el castell de Figuerola. L'hereva dels drets de la castlania, però, era Berenguera de Fontllonga que els traspassà al seu fill Guillem d'Oliola i aquest a Arnau d'Oliola el qual, l'any 1324 declarà al rei Jaume II que tenia el feu de Fontllonga. A partir d'aquest moment, la família castlana del castell de Fontllonga desapareix de la documentació. El castell fou incorporat a la corona i, com d'altres castells de la conca de Meià, (el 1328), passà a formar part del marquesat de Tortosa que Alfons III concedí al seu fill Ferran que el vengué a Guerau d'Ardèvol en una data imprecisa.
El 1363, el rei Pere III confirmà als hereus de Guerau d'Ardèvol la possessió del castell de Fontllonga. Tot i les promeses del monarca de no separar el castell de la corona, fou alienat formant part del marquesat de Camarasa creat per a l'infant Ferran i, més tard, a l'infant Martí, i seguí les mateixes vicissituds que el castell de Meià. Posteriorment, el rei Alfons IV recuperà el marquesat de Camarasa i l'any 1426 vengué a Nicolau de Gralla diversos castells, entre ells el de Fontllonga. No obstant, en el moment de la desaparició dels senyorius jurisdiccionals (1811) aquest castell pertanyia al marquès de Camarasa.

## Arquitectura
Es conserven els murs d'un edifici de planta rectangular d'uns 11,3 m de llarg per uns 3,5 m d'ample a l'interior de la sala principal i uns 7 m d'alçada. Verticalment estava dividida almenys en dos nivells. La sala principal tenia com a mínim dos arcs formers que suportaven la coberta dels quals només se'n conserven els pilars adossats a la paret. La porta d'entrada és situada dins l'arcada encastada a la façana nord-oest. Per fora és acabada amb un arc de mig punt d'una alçada de 170 cm.
Per sota de la sala hi ha un altre nivell. Un pas cobert amb una volta de canó d'una amplada de 170 cm i una alçada d'uns 2 m Aquest pas transversal determina a dos espais. Al nord-est, una cambra de 4,8 m per 2,2 m, coberta per una volta. Al fons hi ha tres espitlleres obertes al mur nord-est. L'altre espai seria una cambra actualment cega situada al sud-oest. Els carreus són de tres tipus diferents. Dos serien del mateix moment i un tercer, present sobretot en el sector nord-oriental, correspondria a una construcció més tardana. Els carreus originals són fets en part amb pedra calcària blanca i en part amb gres groguenc.
Les característiques d'aquesta construcció són difícils d'entendre. No corresponen gaire a les d'un castell, tant pel pas inferior, el mur sud-oest i els trets decoratius de la porta i els arcs de la sala principal. L'edifici, construït cap al segle xi o XII, sembla més una casa forta que un castell fronterer. És una construcció amb un estable o celler a baix, al qual es pot accedir directament i una sala al damunt, per sobre de la qual potser hi havia un altre planta i trobar-hi paral·lels és difícil. Segurament, restava tancada dins un recinte ampli en part protegit per l'espadat natural. Així, la paret feta amb grans carreus (30 X 50 cm) ben escairats que hi ha a la banda meridional al costat del camí d'accés que prové del pobla, sota d'un mur superior, més proper a la sala. La paret atalussada fa uns 4 m d'alt per uns 7 m de llarg.